# Pablo Echarri
Pablo Daniel Echarri (Villa Domínico, Buenos Aires, 21 de septiembre de 1969) es un actor y productor argentino. Se destacó como actor en televisión dentro del género de las telenovelas en producciones como Resistiré, Montecristo y El elegido -en esta última también fue productor- y en cine, donde fue parte de numerosos filmes, destacándose en producciones como El desvío o El encuentro de Guayaquil, en la que interpretó al prócer argentino José de San Martín.

## Biografía
Nació el 21 de septiembre de 1969 en Avellaneda y creció en Villa Domínico. Cursó el colegio secundario y casi se convierte en maestro mayor de obras en la E.E.T N.º 5  Dr. Salvador Debenedetti. Practicó judo y estudió dibujo e inglés.Trabajó como empleado en una tienda de ropa. Durante la madrugada del 4 de noviembre de 2009 fallece su padre, Antonio Echarri, de 73 años, debido a una afección pulmonar crónica, quien estuvo secuestrado en 2002 durante siete días.

## Carrera
A los 18 años, Echarri comenzó su formación actoral con el maestro Lito Cruz. Posteriormente residió durante cinco años en Brasil, y a su regreso a la Argentina inició su carrera televisiva. Se presentó a una audición para la telenovela Amigos son los amigos, y aunque fue preseleccionado, no obtuvo el rol. 
En 1993 debutó en televisión con la serie  Sólo para parejas, compartiendo elenco con Victoria Onetto y Emiliano Kaczka. 
En 1995 coprotagonizó Inconquistable corazón, junto a Paola Krum y Pablo Rago. Un año más tarde integró el elenco de Por siempre mujercitas, donde interpretó a un personaje enfrentado a su padre por motivos sentimentales.
En 1997, Echarri realizó una participación en varios episodios de la serie infantil  Chiquititas. Ese mismo año fue convocado para protagonizar, junto a Andrea del Boca y Juan Leyrado, la telenovela Mía, sólo mía, producción que, si bien no tuvo altos niveles de audiencia, contribuyó a su proyección internacional. También en 1997 integró el elenco del thriller televisivo El Signo, dirigido por Rodolfo Bebán y coprotagonizado por Carolina Papaleo. Participó además en el telefilme El desvío, compartiendo escenas con Nancy Dupláa, Gastón Pauls y Federico D'Elía.
En 1999 retomó su trabajo en cine con el protagónico de Alma mía, junto a Araceli González. Ese mismo año formó parte de los largometrajes Héroes y demonios, con Federico D'Elía, y Sólo gente, dirigido por Lito Cruz (premiado con el Gran Premio Coral en la categoría mejor actor del Festival Internacional del Nuevo Cine Latinoamericano de La Habana). En el ámbito teatral debutó con la obra Puck, sueño de una noche de verano, adaptación libre del clásico de William Shakespeare, presentada en La Trastienda y acompañada por música original de Luis Alberto Spinetta. En esta puesta compartió escenario nuevamente con Paola Krum.
Ese mismo año coprotagonizó la película Plata quemada, dirigida por Marcelo Piñeyro, donde compartió elenco con Leonardo Sbaraglia y Héctor Alterio.
En 2000, protagonizó la telenovela Los buscas de siempre, junto a Nancy Dupláa, interpretación por la cual recibió su primer premio Martín Fierro por mejor actor de telenovela.
En 2001 participó en el ciclo de unitarios Tiempo final, producido por Telefe. Ese mismo año filmó el largometraje No debes estar aquí, una coproducción argentino-española que se estrenó en 2002 en Argentina. Posteriormente, en 2002, protagonizó la comedia romántica Apasionados, dirigida por Juan Taratuto y coprotagonizada por Nancy Dupláa, que obtuvo buenos niveles de taquilla.
En 2003 encabezó el elenco de la telenovela Resistiré, junto a Celeste Cid. Esta producción combinó elementos de thriller, drama y romance, y recibió una notable recepción del público. El episodio final fue proyectado en el Teatro Gran Rex ante más de 3500 espectadores. En 2004, la telenovela fue distinguida con nueve premios Martín Fierro, incluyendo el Martín Fierro de Oro y el reconocimiento a la mejor telenovela del año.
Ese mismo año, Echarri protagonizó la película Peligrosa obsesión, un thriller con elementos de acción y comedia, dirigido por Raúl Rodríguez Peila y coprotagonizado por Mariano Martínez.En 2005 debutó como director de videoclips de la banda Balas Perdidas durante un corto tiempo, ya que hubo proyectos laborales que no llegaron a concretarse durante ese año.
En 2006, Echarri protagonizó El método, largometraje centrado en un proceso de selección laboral llevado al extremo, en el que compartió elenco con el actor español Eduardo Noriega.Ese mismo año, regresó a la televisión argentina con la telenovela Montecristo, producción de Telefe, en la que actuó junto a Paola Krum. La ficción alcanzó un notable éxito local y fue adaptada en otros países de América Latina.Ese mismo año interpretó a un detenido durante la dictadura militar en el filme Crónica de una fuga junto a Rodrigo De la Serna, Nazareno Casero y Lautaro Delgado dirigidos por  Adrián Caetano que en principio, iba a llamarse Atila.
En 2007, Montecristo fue distinguida con siete premios Martín Fierro, incluyendo el galardón a la mejor telenovela y el Martín Fierro de Oro. Por su desempeño, Echarri recibió el premio al mejor actor de telenovela correspondiente al año 2006.Entre 2007 y 2008 protagonizó en teatro la obra El hombre almohada.
En 2008 participó en el último episodio de la serie Todos contra Juan interpretándose a sí mismo. También protagonizó la película Boca de Santos con Elsa Pataky.
En 2009 protagonizó las películas Las viudas de los jueves y Cuestión de principios.
En 2010 interpretó al general José de San Martín en el telefilme Belgrano. Ese mismo año, volvió a la televisión con El elegido, una telenovela producida por El Árbol, productora que cofundó junto a Martín Seefeld, por Telefe. En esta producción volvió a compartir protagónico con Paola Krum. También tuvo una aparición como sí mismo en el primer capítulo de Todos contra Juan 2.
En 2012 regresó al teatro como protagonista de El hijo de puta del sombrero, junto a Florencia Peña, obra que retomó en 2013 con Nancy Dupláa.
En 2014 protagonizó el filme Arrebato, junto a Leticia Brédice y Mónica Antonópulos.
En 2015 integró el elenco de Papeles en el viento, junto a Diego Torres, Diego Peretti y Pablo Rago.
En 2016 regresó a la televisión con La Leona. En esta producción volvió a compartir protagónico con Nancy Dupláa y fue la última producción junto a Martín Seefeld.
En 2019 interpretó uno de los roles principales en El silencio del cazador, película dirigida por Martín Desalvo, presentada en el Festival Internacional de Cine de Mar del Plata. Ese mismo año, formó parte de la miniserie hispano-argentina  Atrapa a un ladrón.
En 2021 y hasta 2024 regresó al teatro con  ART junto a Mike Amigorena y Fernán Mirás, dirigida por Ricardo Darín y Germán Palacios. En 2023, formó parte de la película El Villano con dirección y actuación de Luis Ziembrowski y Gabriel Reches, junto a Gabriel Goity, Dady Brieva y Alejandra Flechner.
Actualmente, forma parte del elenco de DRUK junto a Juan Gil Navarro, Osqui Guzmán y Carlos Portaluppi, en una adaptación escénica de la película danesa Another Round. La versión teatral fue adaptada por Thomas Vinterberg y Claus Flygare, con dirección de Javier Daulte y producción general de Pablo Kompel y Ricardo Hornos, estrenada el 5 de marzo de 2025, en el Teatro Metropolitan. A su vez, es coprotagonista de la miniserie Camaleón, el pasado no cambia junto a China Suárez, Federico D'Elía y Cecilia Dopazo estrenada el 16 de abril de 2025 por Disney+.

## Vida personal
Pablo Echarri abrió un bar en el barrio porteño de Palermo, llamado “El 5º Stone”, y una sucursal en Buzios, que cerró luego de conflictos legales con su socio. El bar luego se bautizó con el nombre "Vinicius".
Desde 2007 está casado con la actriz Nancy Dupláa, con quien había empezado una relación en el año 2000. Juntos tienen dos hijos: Morena, nacida en 2003, y Julián, nacido en 2010.

## Filmografía

### Cine
| Año  | Título                    | Papel                       | Dirección                                                  |
| ---- | ------------------------- | --------------------------- | ---------------------------------------------------------- |
| 1998 | El desvío                 | Mauro                       | Horacio Maldonado                                          |
| 1999 | Alma mía                  | Leonardo «Leo»              | Daniel Barone                                              |
| 1999 | Héroes y demonios         | Gabriel                     | Horacio Maldonado                                          |
| 1999 | Sólo gente                | Dr. Ignacio Moreno          | Roberto Maiocco                                            |
| 2000 | Plata quemada             | Oscar «El Cuervo» Di Pascuo | Marcelo Piñeyro                                            |
| 2002 | No debes estar aquí       | Gonzalo                     | Jacobo Rispa                                               |
| 2002 | Apasionados               | Nicolás                     | Juan José Jusid                                            |
| 2003 | El séptimo arcángel       | Luciano                     | Juan Bautista Stagnaro, Nicolás Corbelli y Josefina Trotta |
| 2004 | Peligrosa obsesión        | Javier Labat                | Raúl Rodríguez Peila                                       |
| 2005 | El método                 | Ricardo                     | Marcelo Piñeyro                                            |
| 2006 | Crónica de una fuga       | Huguito                     | Israel Adrián Caetano                                      |
| 2008 | Boca de Santos            | Félix                       | Raúl Ramón                                                 |
| 2009 | Las viudas de los jueves  | Luciano «Tano»              | Marcelo Piñeyro                                            |
| 2009 | Cuestión de principios    | Diego Silva                 | Rodrigo Grande                                             |
| 2009 | Kapanga todoterreno       | Ka                          | Pablo Parés, Paulo Soria y Hernán Sáez                     |
| 2009 | Boogie, el aceitoso       | Boogie, el aceitoso (voz)   | Gustavo Cova                                               |
| 2010 | Belgrano                  | José de San Martín          | Sebastián Pivotto                                          |
| 2014 | Arrebato                  | Luis Vega                   | Sandra Gugliotta                                           |
| 2015 | Papeles en el viento      | Mauricio                    | Juan Taratuto                                              |
| 2016 | Al final del túnel        | Galereto                    | Rodrigo Grande                                             |
| 2016 | El encuentro de Guayaquil | José de San Martín          | Nicolás Capelli                                            |
| 2018 | Muralla                   | Dr. Nicolás                 | Rodrigo Patino                                             |
| 2018 | Happy Hour                | Horacio Hernández           | Eduardo Albergaria                                         |
| 2019 | El kiosko                 | Mariano Roly                | Pablo Gonzalo Pérez                                        |
| 2019 | No soy tu mami            | Rafael                      | Marcos Carnevale                                           |
| 2021 | El silencio del cazador   | Ismael Guzmán               | Martín De Salvo                                            |
| 2023 | El Villano                | Policía                     | Luis Ziembrowski y Gabriel Reches                          |

### Televisión
| Año       | Título                            | Papel                                | Notas                            |
| --------- | --------------------------------- | ------------------------------------ | -------------------------------- |
| 1993      | Solo para parejas                 | Marcos                               |                                  |
| 1993-1994 | Alta comedia                      | Martín                               |                                  |
| 1994      | Inconquistable corazón            | Charly                               |                                  |
| 1995-1996 | Por siempre mujercitas            | Gastón Urquijo                       |                                  |
| 1997      | Mía, solo mía                     | Juan Pablo Zamorano                  |                                  |
| 1997      | Chiquititas                       | Salvador                             |                                  |
| 1997      | El signo                          | Nicolás                              |                                  |
| 2000-2001 | Los buscas de siempre             | Martín Giménez Álzaga                |                                  |
| 2001      | Tiempo final                      | Bruno                                | Episodio: «El padrastro»         |
| 2001      | Un cortado, historias de café     | Leo                                  |                                  |
| 2002      | Tiempo final                      | Hernán                               | Episodio: «La adivina»           |
| 2003      | Resistiré                         | Diego Moreno                         |                                  |
| 2005      | Mosca & Smith                     | Jesús                                |                                  |
| 2006      | Montecristo                       | Santiago Díaz Herrera                |                                  |
| 2006      | Casados con hijos                 | Nuevo vecino                         | Episodio: «El final»             |
| 2007      | Hechizada                         |                                      |                                  |
| 2007      | Los cuentos de Fontanarrosa       | Andreas                              |                                  |
| 2007      | Reparaciones                      | Octavio                              | Especial de la Fundación Huésped |
| 2008      | Algo habrán hecho por la historia | Julio                                |                                  |
| 2008      | Socias                            | Freddy                               |                                  |
| 2008      | Todos contra Juan                 | Él mismo                             |                                  |
| 2009      | Dromo                             |                                      |                                  |
| 2010      | Todos contra Juan 2               | Él mismo                             |                                  |
| 2011      | El elegido                        | Andrés Bilbao                        |                                  |
| 2012      | Graduados                         | Ezequiel Martorelli                  |                                  |
| 2014      | Viudas e hijos del rock and roll  | Él mismo                             |                                  |
| 2016      | La leona                          | Franco Uribe / Diego Miller Liberman |                                  |
| 2018      | Edha                              | Luciano Jauregui                     |                                  |
| 2018      | La entrega                        | Nicolás                              |                                  |
| 2019      | Atrapa a un ladrón                | Juan Robles                          |                                  |
| 2025      | Camaleón, el pasado no cambia     | Salvador Carvallo                    |                                  |

### Videos musicales
- 2003: Asesiname de Charly García

## Teatro
| Año       | Obra                               | Personaje |
| --------- | ---------------------------------- | --------- |
| 1999      | Puck, sueño de una noche de verano | Puck      |
| 2006      | Baraka                             | Arturo    |
| 2008-2009 | El hombre almohada                 | Katurian  |
| 2010      | La opinión de Amy                  | Dominic   |
| 2011-2012 | El hijo de puta del sombrero       | Mario     |
| 2021-2024 | ART                                | Marcos    |
| 2025      | DRUK                               | Martín    |

## Premios y nominaciones

### Gran Premio Coral
| Año  | Categoría   | Programa   | Resultado | Ref.   |
| ---- | ----------- | ---------- | --------- | ------ |
| 1999 | Mejor actor | Sólo gente | Ganador   | [ 38 ] |

### Premios Goya
| Año  | Categoría                | Programa  | Resultado | Ref.   |
| ---- | ------------------------ | --------- | --------- | ------ |
| 2006 | Mejor actor - Revelación | El método | Nominado  | [ 39 ] |

### Premios Cóndor de Plata
| Año  | Categoría              | Programa            | Resultado | Ref.   |
| ---- | ---------------------- | ------------------- | --------- | ------ |
| 2000 | Mejor actor            | Sólo gente          | Nominado  | [ 40 ] |
| 2006 | Mejor actor de reparto | Crónica de una fuga | Nominado  | [ 41 ] |

### Premios Martín Fierro
| Año  | Categoría                              | Programa              | Resultado |
| ---- | -------------------------------------- | --------------------- | --------- |
| 2000 | Mejor actor de novela                  | Los buscas de siempre | Ganador   |
| 2002 | Mejor participación especial masculina | Tiempo final          | Nominado  |
| 2003 | Mejor actor de novela                  | Resistiré             | Nominado  |
| 2006 | Mejor actor de novela                  | Montecristo           | Ganador   |
| 2011 | Mejor actor de novela                  | El elegido            | Ganador   |
| 2017 | Mejor actor de novela                  | La Leona              | Nominado  |

### Martín Fierro de Teatro
| Año       | Categoría                         | Obra teatral | Resultado |
| --------- | --------------------------------- | ------------ | --------- |
| 2024-2025 | Mejor Actor Protagónico Comercial | DRUK         | Ganador   |

### Premios ACE
| Año  | Categoría                        | Trabajo             | Resultado |
| ---- | -------------------------------- | ------------------- | --------- |
| 2006 | Mejor actor de reparto en cine   | El método           | Ganador   |
| 2008 | Mejor actor de reparto en cine   | Crónica de una fuga | Ganador   |
| 2008 | Mejor actor protagónico en drama | The Pillowman       | Ganador   |

### Premios Estrella de Mar
| Año  | Categoría                                                  | Trabajo                      | Resultado |
| ---- | ---------------------------------------------------------- | ---------------------------- | --------- |
| 2013 | Mejor actuación protagónica masculina en comedia dramática | El hijo de puta del sombrero | Nominado  |

### Premio Iguana Dorada
| Año  | Categoría   | Programa                  | Resultado | Ref.   |
| ---- | ----------- | ------------------------- | --------- | ------ |
| 2016 | Mejor actor | El encuentro de Guayaquil | Ganador   | [ 42 ] |

### Premios Konex
| Año  | Categoría                 | Programa          | Resultado |
| ---- | ------------------------- | ----------------- | --------- |
| 2021 | Mejor actor de televisión | Período 2011-2020 | Ganador   |